# Вестферри
Вестферри — станция Доклендского лёгкого метро в районе Лаймхаус на востоке Лондона. Западнее расположена станция Лаймхаус, а к востоку от станции лёгкое метро раздваивается, уходя на Поплар и в сторону станции Вест Индиа Куэй.

## Месторасположение

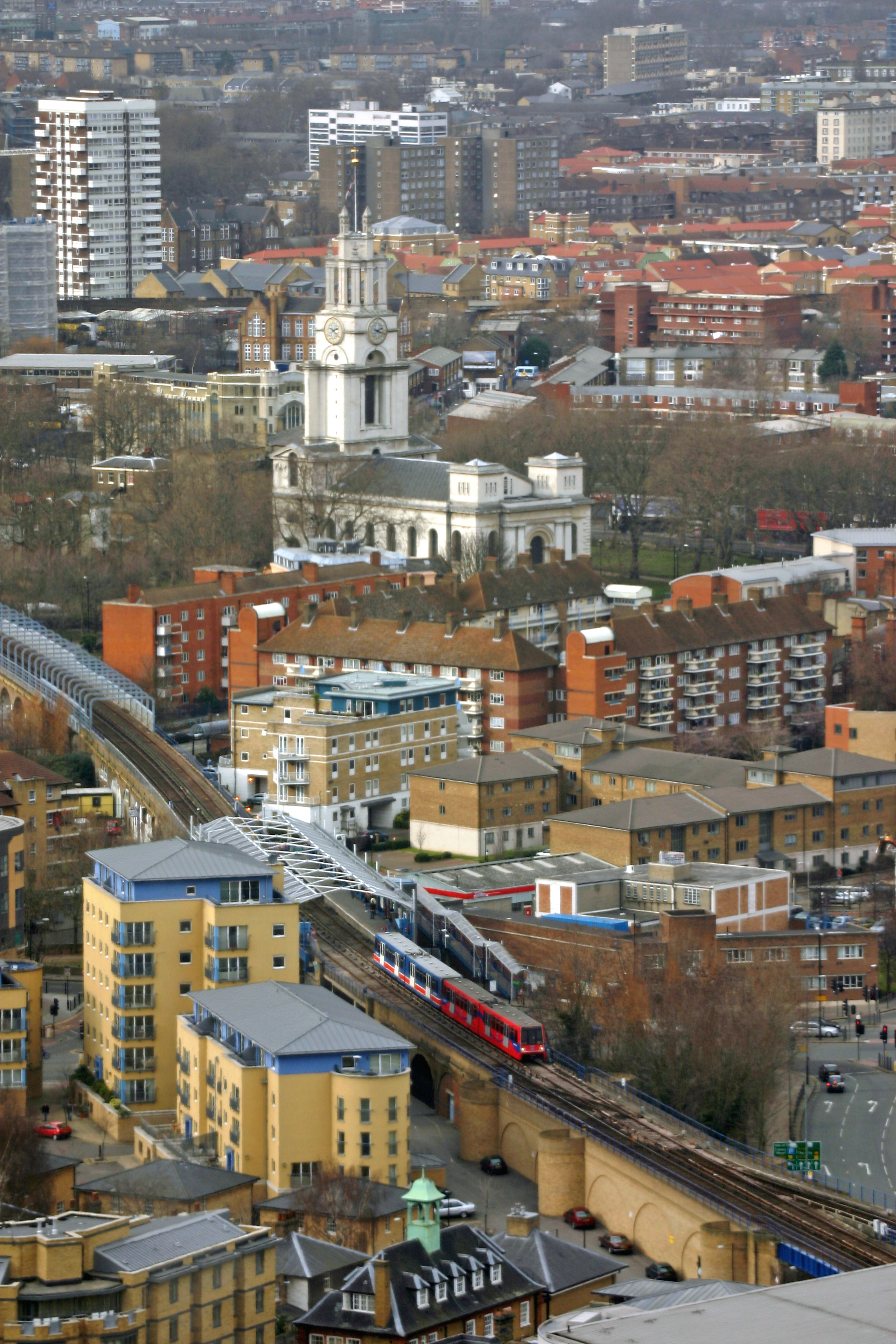
Поезд покидает станцию Вестферри в восточном направлении.

Станция Доклендского лёгкого метро была построена на полпути от старой станции Лаймхаус до Вест Индиа Докс, принадлежавшие заброшенной железной дороги Лондона и Блэкуолла. Рядом со станцией расположен полицейский участок, а также церковь Святой Анны, гордящаяся самой высокой церковной часовой башней.

## Этимология
Станция Вестферри расположена в районе Лаймхаус и благодаря близости к старой станции Лаймхаус могла претендовать на это имя. Однако вместо этого на это название была изменена станция Степни Ист. Название Вест Индиа Ки уже было зарезервировано для следующей станции, так что очевидного варианта названия не существовало.
Места под названием Вестферри не существует, так же как и никакого западного парома (расшифровка английского west ferry). Название было взято у рядом расположенной Вестферри Роуд.
Неподалёку, на южной оконечности Собачьего острова, располагался пассажирский паром. К нему можно было подойти с двух дорог, Ист ферри роуд (east ferry, восточный паром) и Вестферри роуд, построенная в 1812 году, когда с этого же места наравне с пассажирским начал ходить паром для лошадей. Обе дороги существуют до сих пор, идущии в нижнюю часть и в центральную часть Собачьего острова соответственно. Однако стоит отметить, что названия дорог относятся к парому, который ходил с противоположной стороны острова от станции.